# Trollsta

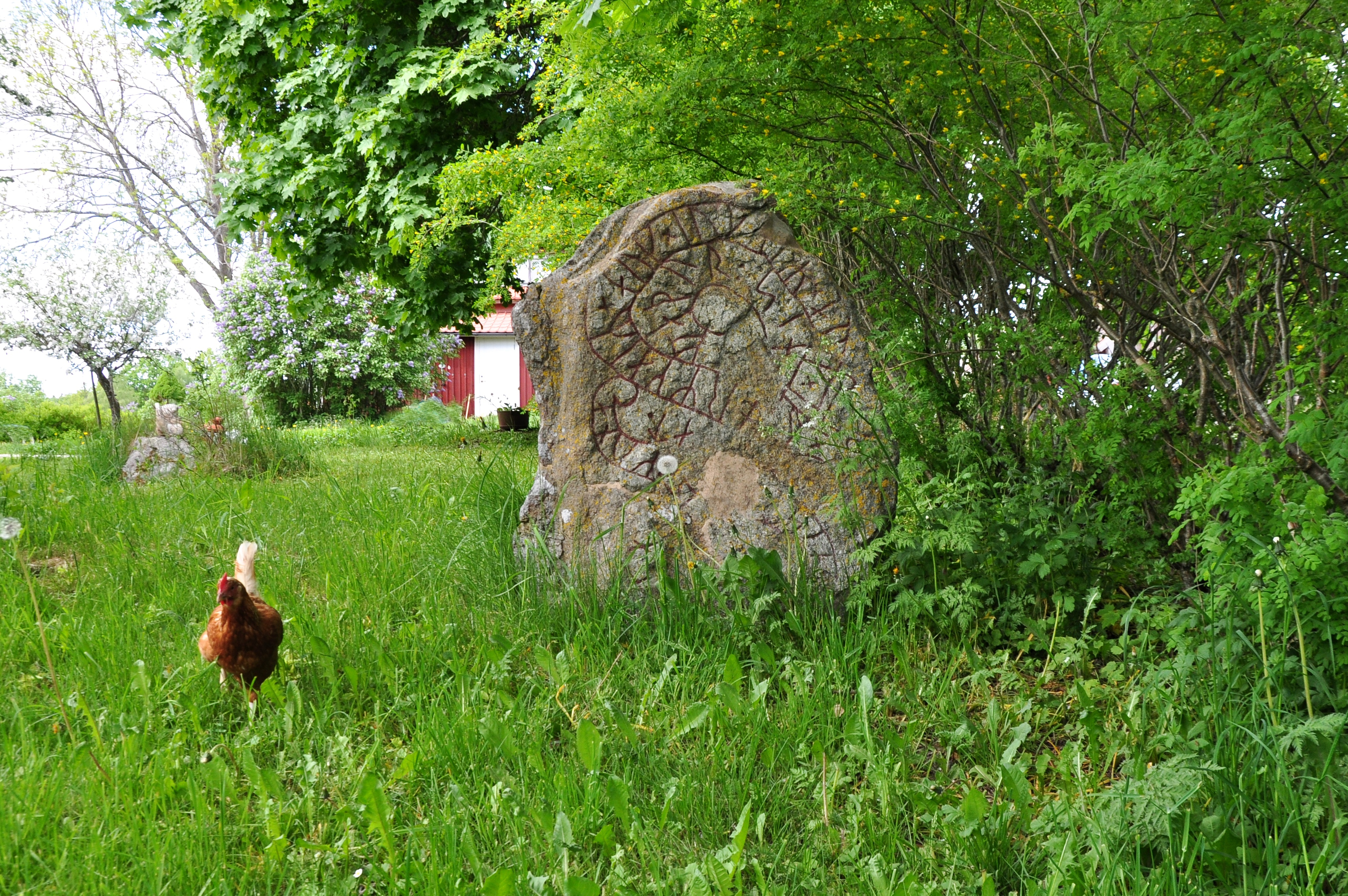
Runsten i Trollsta

Trollsta är en by utanför Grödby i Sorunda socken, norra Nynäshamns kommun.
I området finns bland annat ett flertal runstenar och även ruinerna efter en fornborg.